# Scythropiinae
Scythropia es un género de lepidópteros perteneciente a la familia Yponomeutidae. Está usualmente separado formando la subfamilia monotípica Scythropiinae, pero algunos autores la incluyen en Yponomeutinae.

## Especies
- Scythropia crataegella - Linnaeus , 1767
- Scythropia obscura - Weber , 1945